# Фаш, Карл Фридрих Христиан
Карл Фридрих Христиан Фаш (нем. Carl Friedrich Christian Fasch, 18 ноября 1736, Цербст — 3 августа 1800, Берлин) — немецкий композитор и теоретик музыки. Основатель Певческой академии в Берлине (нем. Sing-Akademie zu Berlin).

## Биография
Сын композитора и капельмейстера Иоганна Фридриха Фаша родился 18 ноября 1736 года в Цербсте. Первые уроки музыки получил у отца. В 14 лет отец отправил его в Нойштрелиц, где он обучался игре на скрипке у местного концертмейстера Иоганна Кристиана Гертеля. В 15 лет он стал членом герцогской капеллы.
Известно, что очень рано он начал сочинять духовную музыку, но неоднократно уничтожал её, предположительно, потому что был не удовлетворён своими сочинениями.
В 1756 году по рекомендации Ф. Бенды начал службу при прусском королевском дворе Фридриха Великого. Стал помощником главного капельмейстера Карла Баха; был аккомпаниатором на клавесине игры на флейте короля Фридриха II.
В 1774—1776 годах был капельмейстером придворной оперы в Берлине, затем был вынужден заняться частными уроками. Однако был вынужден ездить из Берлина ко двору в Потсдам каждые четыре недели, поскольку король Фридрих II отклонял его неоднократные просьбы об отставке. В это время он посвятил себя преимущественно написанию сложных канонов, трудов по теории музыки и разнообразным академическим исследованиям.
Берлинский придворный капельмейстер Иоганн Фридрих Рейхардт привёз ему из Италии произведение итальянского композитора раннего барокко Орацио Беневоли – мессу из 16 частей, которая очаровала Фаша и пробудила в нем желание написать столь же сложное произведение и ему удалось создать хоровой шедевр конца XVIII века — мессу на шестнадцать голосов. Однако Фаш не смог найти подходящий хор, поскольку ни школьные хоры, ни придворные певцы, имевшиеся в его распоряжении, не могли исполнить это произведение. Поэтому он начал репетировать мессу со своими учениками. Эти репетиции, начавшиеся в 1790 году, переросли в общество любителей пения нем. Sing-Akademie zu Berlin, основанием которой стал считаться 24 мая 1791 года — день, когда Фаш впервые начал вести репетиционный журнал. Уже в сентябре того же года смешанный хор впервые выступил публично в церкви Святой Марии с произведением на основе 51-го псалма (Miserere Mei). В конце 1793 года хор репетировал в Королевской академии искусств. Эту певческую хоровую академию в 1796 году посетил и дал высокую оценку Бетховен.
На своих концертах исполнял музыку И. С. Баха и других мастеров эпохи барокко, а также современную музыку того периода. 
Среди его известных учеников — композитор Карл Фридрих Цельтер.
Умер 3 августа 1800 года в Берлине. Был похоронен на Первом кладбище Иерусалимской и Новой церквей. Наследственный участок захоронения, расположенный вдоль кладбищенской стены, выходящей на Цоссенер-штрассе, является одним из старейших сохранившихся захоронений на кладбище. На широкой стеле из песчаника, служащей надгробием, высечена надпись из Псалма 39: «Ich harrete des Herrn und er neigete sich zu mir. Und hat mir ein neues Lied in meinen Mund gegeben zu loben unseren Gott.». По посмертной маске Иоганн Готфрид Шадов создал мраморный бюст, который был сорван с постамента и украден в январе 2005 года. С тех пор он считается пропавшим без вести.